# Vaciado

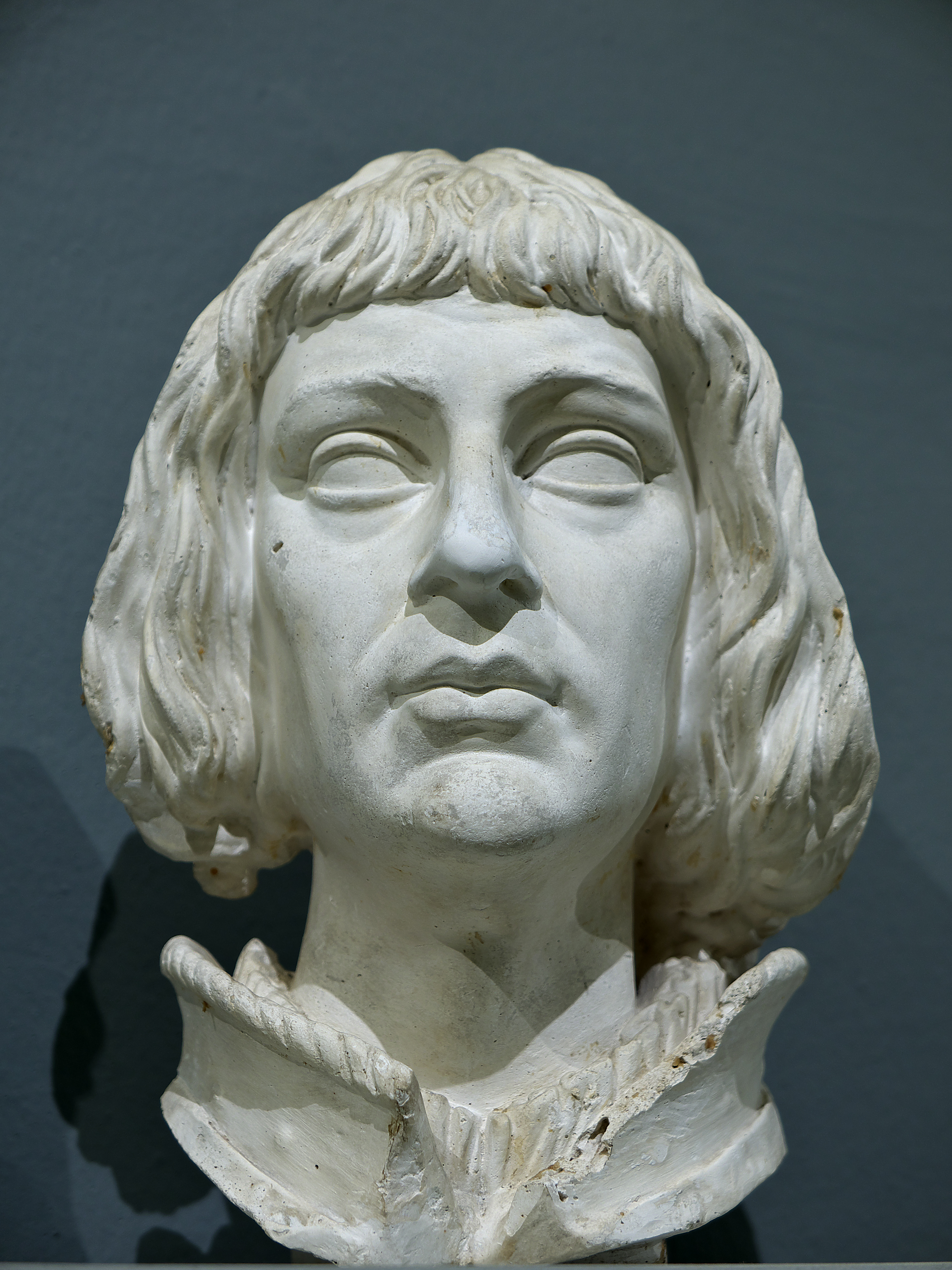
Gipsoteca de la Universidad de Sevilla. Vaciado en yeso de Guzmán el Bueno sobre original de Juan Martínez Montañés.

El vaciado es un procedimiento para la fabricación de esculturas, piezas completas, partes de piezas o relieves a partir de metal, plástico, yeso, barro, cerámica, etc. Se consigue vertiendo una colada, en el interior de un molde, de algún plástico líquido solidificante, de yeso o metal fundido. Se diferencia del proceso de inyección, que también usa moldes, en que el molde se llena por el peso del material de relleno, usándose a veces la fuerza centrífuga para ayudar a llenar el molde. En contraposición, en el proceso de inyección, se usa un elemento mecánico para aumentar la presión del material de relleno del molde (pistón, tornillo sin fin, bombeo,...). En muchos de los métodos de vaciado no se destruye el molde o el modelo, pero en otros sí, por ejemplo vaciado a la cera perdida donde se destruye el modelo y vaciado en arena, donde se destruye el molde cada vez.".
Se llama vaciado tanto a este sistema de reproducción mecánica como a la copia obtenida del molde.